# Mairo Jinadu
Mairo Jinadu (* 28. Dezember 1948 in Ilorin) ist eine ehemalige nigerianische Sprinterin.
1966 scheiterte sie bei den British Empire and Commonwealth Games in Kingston über 100 Yards und 220 Yards im Vorlauf und wurde Siebte mit der nigerianischen 4-mal-110-Yards-Stafette.
Bei den Olympischen Spielen 1968 in Mexiko-Stadt schied sie in der 4-mal-100-Meter-Staffel in der ersten Runde aus.